# B.B.L.
『B.B.L.』（ビービーエル）は、2005年4月3日から2006年9月30日まで土曜深夜22:30 - 23:00にFM-FUJIで放送されていたラジオ番組。パーソナリティは美勇伝。ラジオでは初のレギュラーである。番組名は美（Beauty）、勇（Brave）、伝（Legend）、の頭文字を合わせたものから由来している。

## 放送時間
- 2005年4月3日 - 12月25日（日曜 24:30〜25:00）
- 2006年1月7日 - 3月25日（土曜 24:30〜25:00）
- 2006年4月1日 - 9月30日（土曜 22:30〜23:00）

## 出演
- 石川梨華（2005年4月3日・10日・2005年5月8日 - 2006年9月）
- 三好絵梨香（2005年4月3日 - 2006年9月）
- 岡田唯（2005年4月3日 - 2006年9月）

石川梨華はモーニング娘。卒業の関係で過去3回休んでおり、その間は三好絵梨香、岡田唯の2人で番組を進めていた。また、石川は喉の調子が悪くなった2006年8月19日の放送を休んでいる。

### ゲスト
- 亀井絵里（2005年11月6日・13日）
- 道重さゆみ（2005年11月6日・13日）
  - FM-FUJIの感謝祭「THANKS 2 WEEK」を記念しての出演。
- あさみ（2006年9月16日）
- 里田まい（2006年9月16日）
- みうな（2006年9月16日）

## 番組構成
Beautiful Energy、Brave Heart の両コーナーではメールとファックスでリスナーからのお便りを募集している。各コーナーには進行がいる。進行は、お便りを読む ・ コーナーで話したことをまとめる ・ コーナー終了後の募集案内、の3点を主に任される。話の流れは番組全体を通して石川梨華が司会役のような形を取り、三好絵梨香と岡田唯に話を振っていくことが多い。
コーナー
Beautiful Energy（進行：岡田唯）
リスナーが応募してきたテーマについてトークバトルを繰り広げる。
Brave Heart（進行：三好絵梨香）
学校・職場での悩みから恋愛相談まで勇気を持って解決するコーナー。
事項
トーク、メッセージ
石川梨華が現在の時期に即したテーマを2人に振ることから話を始めて、その後リスナーの相談・質問・リクエストに答える。また、リスナーから送られる心理テストを随時行っていたが、2005年10月2日放送分からは毎週の恒例コーナーになっている。
オープニングナンバー
美勇伝のシングル曲を流している。新曲が初めて流れるときや発売される前は、レコーディングの感想や曲の魅力を オープニングナンバー 前後に各メンバーが語る。
オリジナルナンバー
様々なアーティストの曲が流れる。2005年4月17日 ・ 24日放送分では美勇伝の1人がハロー!プロジェクトに所属するソロやユニットの曲をリクエストした。同年10月9日放送分は、石川のユニットでもあるDEF.DIVAの『好きすぎて バカみたい』が流れた。
ラストナンバー
ハロー!プロジェクトに所属するソロやユニットのシングル曲が流れる。
美勇伝相談室（不定期）
美勇伝メンバーからの相談を他の2人が解決する。以下は相談者。
- 岡田唯（2005年6月19日）
- 三好絵梨香（2005年6月26日）

トーク、美勇伝情報
今日の番組に対する感想を語り合ったり、今後の活動を紹介する。活動については美勇伝#音楽を参照。

## 備考
- 2005年11月6日-13日放送分は、FM-FUJIの感謝祭「THANKS 2 WEEK」を記念してモーニング娘。の亀井、道重がゲストとして出演した。Beautiful Energyのコーナーを代替する形でトークが展開され、オリジナルナンバーでは『直感2〜逃した魚は大きいぞ!〜』が流れた。また、ラストナンバーは流れなかった。
- ハロー!プロジェクトメンバーが出演しているFM-FUJIのラジオ番組は、Hello! Project Monday Party（2001年10月1日-12月24日）、メロン記念日のCOLORFUL PLEASURE（2002年1月5日-2005年3月26日）、B.B.L.（2005年4月3日-）の順に引き継いでおり、この3番組を合わせると約4年以上に渡って放送していることになる。
- 2005年5月22日放送分Beautiful Energy のコーナーではリスナーの提案により各メンバーの愛称を決めるという話になった。石川梨華が以前から三好絵梨香と岡田唯の自分に対する呼び名（石川さん）に対して距離を感じていたらしく、2人に梨華ちゃんと呼んでほしいと頼んでいた。逆に石川は2人を下の名前で呼びたいと言っていた。実際に下の名前で呼んでいるのは、月に1回程度でそれ以外では上の名前をちゃん付けで呼んでいる。三好が石川に対して梨華ちゃんと呼ぶようになった以外は原則として従来どおりの愛称で呼び合っている。
- 2005年9月中旬ごろから、FM-FUJI「B.B.L.」DJプロフィールのジャケット写真（外部リンク参照）が2nd 『カッチョイイゼ! JAPAN』 → 5th 『クレナイの季節』へリニューアルされた。同年10月中旬ごろから、FM-FUJI ラジオ番組のDJプロフィールが変更されたことに伴い、メンバー自己紹介の文章内容などがリニューアルされた。